# Álvaro Paz de la Barra
Álvaro Gonzalo Paz de la Barra Freigeiro (Miraflores, 26 de julio de 1983) es un abogado, empresario  y político peruano. En las elecciones municipales de 2018, fue elegido como alcalde distrital de La Molina para el periodo 2019-2022. Del mismo modo, fue elegido por los alcaldes del Perú para ejercer la presidencia de la Asociación de Municipalidades del Perú (AMPE) para el período 2019-2022.Actualmente es Presidente fundador del Partido Político de Fe en el Perú.

## Biografía
Nació en Miraflores, Lima, en julio de 1983, hijo del reconocido abogado y jurista Vladimir Paz de la Barra y la jueza Jesús Fanny Freigeiro Morán.
Realizó sus estudios escolares en el Colegio Sagrados Corazones Recoleta de Lima y el Colegio San Agustín.
Estudió Derecho y ciencias políticas en la Universidad de San Martín de Porres, en la cual recibió el título de Abogado en 2008. Realizó estudios postgrado de Derecho constitucional y Derechos Humanos en la Universidad Nacional Mayor de San Marcos. Del mismo modo, es máster en gestión pública por la Eucim Business School de España, y estudios de postgrado culminados en el Instituto de Gobierno y Gestión Pública de la Universidad San Martín de Porres.
Es socio fundador de la firma legal Estudio Paz de la Barra Abogados. Del mismo modo, ocupó y ocupa cargos gerenciales en diferentes empresas privadas.
En 2018 se casó con la presentadora de televisión Sofía Franco, con la cual tiene un hijo.

## Carrera política

### Alcalde de La Molina
Postuló a la Alcaldía del Distrito de La Molina como invitado por el partido Acción Popular y resultó elegido Alcalde para el periodo 2019-2022 sacando un porcentaje de 40%.
A comienzos de febrero de 2019 es elegido mayoritariamente por lel 69% de los 715 alcaldes distritales y provinciales de todo el país que se congregaron a las elecciones, para lo cual prosiguieron a proclamarlo como Presidente de la Asociación de Municipalidades del Perú (AMPE). por el período 2019-2022).

### Gerente Municipal de la Municipalidad Distrital del Rimac
Desde el 26 de julio de 2023 hasta el 31 de diciembre del mismo se desempeñó coml Gerente Municipal de la Municipalidad Distrital del Rimac para el periodo 2023-2026. Aceptando dicho cargo por sus fuentes lazos familiares con el distrito, ya que su madre y toda la familia fueron y son rimenses.